# Zastava Šri Lanke
Zastava Šri Lanke je usvojena 1950. Sastoji se od lava na grimiznoj pozadini s četiri lista koji u prednjoj desnoj šapi drži mač. Okolo je žuti okvir, a s lijeve strane se nalaze dvije pruge šafran i zelene boje. 
Zastava nosi višestruku simboliku:
- Lav - etnička pripadnost naroda ove zemlje
- Listovi Ficus religiosa - Budizam i četiri osobine: ljubaznost, prijaznost, sreća i mirnoća.
- Lavov mač - nezavisnost zemlje
- Kovrče na lavovoj grivi - religijska predanost, meditacija i mudrost
- Lavov rep - sveti put Budizma
- Drška mača - elementi vode, vatre, zemlje i zraka.
- Lavov nos - inteligencija
- Dvije prednje šape lava - čistoća pri rukovanju bogatstvom
- Vertikalna narančasta pruga - etničost Tamila
- Vertikalna zelena pruga - Islam i Morički etnicictet
- Žuti okvir - Budistički svećenici
- Grimizna podloga - druge manjinske religije